# Západorománské jazyky
Západorománské jazyky jsou skupinou románských jazyků. Vyvinuly se z latiny. Hovoří se jimi v západní a jihozápadní Evropě, vlivem kolonizace byly rozšířeny do většiny světa. Počet rodilých mluvčích je odhadován na přibližně 850 milionů.